# Ejecutivo (cargo)

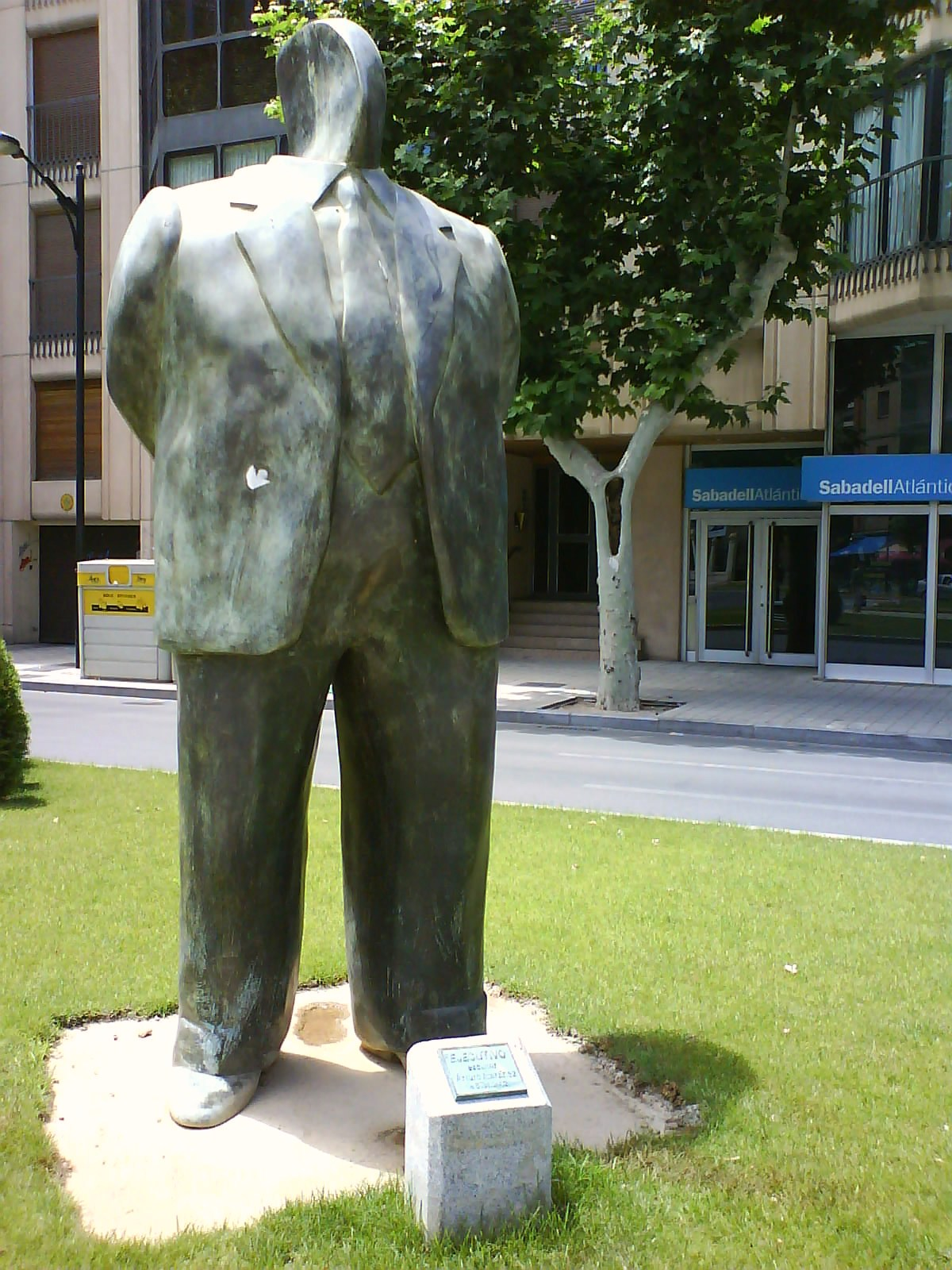
El Ejecutivo, escultura situada en la ciudad española de Albacete.

Un ejecutivo  es una persona que es integrante de una comisión ejecutiva o que ejerce un cargo de alta dirección dentro de una organización, por ejemplo una empresa u organismo internacional.
Los ejecutivos medios tienen ciertas características que los diferencian de los altos ejecutivos o directivos: sus actividades están alejadas de las disputas que distraen a las cúpulas y tienden a colaborar e interactuar más en grupo para el buen funcionamiento de su sector.
En una empresa, los ejecutivos suelen recibir salarios elevados.